# Бельмон-сюр-Івердон
Бельмон-сюр-Івердон (фр. Belmont-sur-Yverdon) — громада  в Швейцарії в кантоні Во, округ Юра-Нор-Водуа.

## Географія
Громада розташована на відстані близько 70 км на захід від Берна, 24 км на північ від Лозанни.
Бельмон-сюр-Івердон має площу 6,5 км², з яких на 5,8% дозволяється будівництво (житлове та будівництво доріг), 75,7% використовуються в сільськогосподарських цілях, 18,2% зайнято лісами, 0,3% не є продуктивними (річки, льодовики або гори).

## Демографія
2019 року в громаді мешкало 374 особи (+29% порівняно з 2010 роком), іноземців було 12,6%. Густота населення становила 58 осіб/км².
За віковим діапазоном населення розподілялося таким чином: 24,1% — особи молодші 20 років, 63,1% — особи у віці 20—64 років, 12,8% — особи у віці 65 років та старші. Було 145 помешкань (у середньому 2,6 особи в помешканні).
Із загальної кількості 72 працюючих 36 було зайнятих в первинному секторі, 15 — в обробній промисловості, 21 — в галузі послуг.